# ZENN
ZENN (Zero Emission, No Noise - in inglese zero emissioni nessun rumore) è un modello di automobile elettrica a due posti, costruita dalla ditta canadese ZENN Motor Company dal 2007 al 2009.
Nel settembre 2009 il CEO Ian Clifford ha annunciato che ZENN ne cessava la produzione concentrandosi sulla fornitura della tecnologia ad altri costruttori. L'azienda riuscì a vendere solo 500 veicoli.

## Il contesto
Progettata per avere consumi ridottissimi, viaggiava fino a 40 km/h con un motore elettrico completamente ecologico; la batteria durava da 50 a 80 chilometri. Come optional proponeva un tettuccio retraibile, condizionatore, autoradio.
Il veicolo si basava sulla microvettura MC2, prodotta su licenza dall'azienda francese Bénéteau. La MC2 e la MC1, sono vendute in Europa con motore diesel di 500cc.
L'energia elettrica era immagazzinata in sei celle da 12V, con ciclo di ricarica di 8 ore. Un motore a corrente continua generava la propulsione; nel 2008 venne peraltro sostituito da uno a corrente alternata.